# Паланка (Штефан-Водский район)
Паланка (рум. Palanca) — село в Штефан-Водском районе Молдавии. Относится к сёлам, не образующим коммуну.

## География
Село расположено на высоте 20 метров над уровнем моря.
Возле села Паланка находится самая восточная точка Республики Молдова. Также через Паланку проходит участок кратчайшей автомобильной дороги из южной части Одесской области Украины в северную часть. Участок перешел в собственность Украины, в обмен на участок у порта Джурджулешты. Также недалеко от села находится таможенный переход Паланка-Маяки.

## Население
По данным переписи населения 2004 года, в селе Паланка проживает 2020 человек (974 мужчины, 1046 женщин).
Этнический состав села:
| Национальность | Число жителей | Процентный состав |
| -------------- | ------------- | ----------------- |
| молдаване      | 1895          | 93.81             |
| украинцы       | 40            | 1.98              |
| русские        | 35            | 1.73              |
| румыны         | 34            | 1.68              |
| цыгане         | 9             | 0.45              |
| гагаузы        | 3             | 0.15              |
| поляки         | 1             | 0.05              |
| болгары        | 1             | 0.05              |
| прочие         | 2             | 0.1               |
| Всего          | 2020          | 100%              |

## История
Первое упоминание датировано 1447 годом Паланка, района Ştefan Vodă. Слово «паланка» – это древний термин, обозначающий «земляное укрепление, маленькая крепость». Другое значение этого слова – «пастушеское поселение».
Село Паланка расположено на правом берегу Днестра, на небольшой возвышенности, направленной к северу, в долине реки возле Днестровского лимана. Селение появилось около старинного укрепления, возведенного для защиты от нападений татар и казаков. В нижнем течении Днестра находились два главных перехода через реку: у Четатя Албэ (Белой крепости) и у Паланки. Было крайне необходимо, чтобы оба брода, через которые пробивались на запад татарские орды, были хорошо защищены. Нижний брод у разлива реки в Чёрное море входил в оборонительную систему Белой крепости. Защита перехода возле села Паланка обеспечивалась специальными отрядами под руководством одного из двух пыркэлабов Белой крепости. В середине XV века надзор над укреплением в Паланке осуществлял пыркэлаб Юргеч (1443-1447). Какое-то время укрепление носило его имя – крепость Юргеч, укрепление Юргеч.
Молдавские укрепления – паланки – представляли собой земляные укрепления, состоящие из глубокого рва и вала, на котором устанавливались деревянные брусья или высокий частокол, с заостренной верхней частью. Колья закреплялись между собой железными кольцами. Паланки строились на высоких берегах рек, которые часто замещали искусственные рвы. Этим же целям служили обрывистые склоны холмов и курганов.
Паланка на Днестре была защищена с юга и запада крутыми берегами старого русла реки, а с севера и востока – глубокими рвами и земляными валами. На валах возвышались стены из толстых бревен, которые позже были заменены каменными стенами.
В 1484 году турки завоевали Четатя Албэ, заняв и Паланку. Маленькая крепость была перестроена, ее защитные сооружения переориентированы к северу и северо-востоку и направлены против молдаван. Внутри крепости было несколько строений для янычар и их главарей, мечеть и склады для продовольствия и боеприпасов. Четыре угловых башни использовались как надзорные и сигнальные, на них были предусмотрены сооружения для установки пушек.
Паланка имела когда-то большое стратегическое, экономическое и военное значение, будучи торговым центром и аванпостом на границе. Здесь, через брод на Днестре, проходила древняя дорога из Крыма к городам северного побережья Черного моря и Дунайского региона. На картах XVII-XVIII веков Паланка обозначена как важный экономический и торговый центр на Днестре и отмечена картографическим символом, характерным для местечка. В 1651 году некий шведский путешественник упоминает городок Паланка на Днестре. Паланка обозначена на карте Джакомо Кантелли 1684 года как Palankow. В 1657 году турецкий путешественник Евлия Челеби застает крепость Паланка процветающей и сильной с гарнизоном из 200 воинов, укрепленной 20 пушками. В 1570 году крепость упомянута под турецким названием Яну Хисар, то есть «второстепенная каменная крепость», наверное, по отношению к Аккерману (Четатя Албэ), которая считалась главной крепостью.
Перепись 1827 года зарегистрировала в Паланке 57 домов и 9 землянок. Большинство жителей были крестьянами. В 1827 году в селе насчитывалось 256 жителей, а в 50-е годы XIX века численность населения достигла 482 человек. Паланка входила в число сел, объявленных «государственной собственностью», что позволяло царским властям облагать местное население повышенным налогам, барщиной и другими дополнительными обязанностями.
По особому распоряжению в селе заселились русские, украинские и болгарские колонисты. Поэтому количество жителей и его этнический состав постоянно менялись на протяжении всего XIX века.